# Bobo (Original Motion Picture Soundtrack)
Bobo (Original Motion Picture Soundtrack) naziv je autorskog albuma hrvatske skladateljice i glazbenice Anite Andreis s glazbom iz animiranog filma Bobo iz 2018., redatelja Andreja Rehaka, u produkciji Zagreb filma. Album je u ožujku 2019. objavila nakladnička kuća Clever Trick Music Publishing. Sniman je u studiju Anite Andreis, a masteriran u studiju Ognjena Cvekića. Distributer je CD Baby.

## Popis glazbenih brojeva
Glazba: Anita Andreis.
| Br. | Skladba                 | Trajanje |
| --- | ----------------------- | -------- |
| 1.  | »Bobo«                  | 2:12     |
| 2.  | »Elation«               | 1:17     |
| 3.  | »Dismay«                | 0:55     |
| 4.  | »Ocean«                 | 2:03     |
| 5.  | »Mountains«             | 1:58     |
| 6.  | »Planets«               | 2:44     |
| 7.  | »Home«                  | 1:50     |
| 8.  | »End Credits«           | 1:02     |
| 9.  | »Lullaby (Bonus Track)« | 3:12     |

## Nagrada za glazbu
Ceremonijom dodjele nagrada su u Ljetnom kinu Tuškanac zaključeni 27. Dani hrvatskog filma. U kategoriji glazbe nagrađena je Anita Andreis za film Bobo. “U današnje vrijeme elektronske glazbe pravo je osvježenje čuti klasiku, pogotovo kada ona harmonira s nostalgičnom, nadnaravnom pričom filma. U stilu Erika Satiea, pojedine dionice vuku nas u djetinjstvo i stvaraju osjećaj iznimne ugode” — stoji u obrazloženju žirija.

## Vanjske poveznice
- Discogs.com –  Anita Andreis: Bobo (Original Motion Picture Soundtrack) (engl.)
- Bobo u internetskoj bazi filmova IMDb-a (film)
- Bobo - Zagreb Film  Arhivirana inačica izvorne stranice od 28. ožujka 2019. (Wayback Machine)
- Bobo Soundtrack na CDBaby  Arhivirana inačica izvorne stranice od 28. ožujka 2019. (Wayback Machine)
- Pobjednici - 27.Dani Hrvatskog Filma  Arhivirana inačica izvorne stranice od 29. ožujka 2019. (Wayback Machine)